# De bello Alexandrino
A De bello Alexandrino, más néven Bellum Alexandrinum (latinul, jelentése: Az alexandriai háborúról) egy latin nyelvű történeti mű, ami időrendben folytatja Iulius Caesar gall háborúról és a polgárháborúról szóló műveit. Az elbeszélés részletezi Caesar Kr. e. 48. szeptembere és Kr. e. 47. augusztusa között lezajlott egyiptomi és asiai hadjáratait. Ez is az ún. Corpus Caesarianum részét képezi, 78 fejezetből áll és legtöbbször közvetlen a De bello civili után áll. Jóllehet legtöbbször együtt hagyományozódott a valóban Caesar által írt művekkel, ennek a műnek a szerzőségét már az ókorban vitatták. Suetonius Oppiust és Hirtiust is lehetséges szerzőkként nevezte meg.

## Magyarul
- Caesar utolsó hadjáratai / Az alexandriai háború / Az afrikai háború / A hispániai háború; ford., jegyz., utószó Hoffmann Zsuzsanna; Szukits, Szeged, 1999

## Külső hivatkozások
A mű latin nyelven, online: http://www.thelatinlibrary.com/caesar/alex.shtml

## Fordítás
- Ez a szócikk részben vagy egészben  a   De Bello Alexandrino című angol Wikipédia-szócikk ezen változatának fordításán alapul.  Az eredeti cikk szerkesztőit annak laptörténete sorolja fel. Ez a jelzés csupán a megfogalmazás eredetét és a szerzői jogokat jelzi, nem szolgál a cikkben szereplő információk forrásmegjelöléseként.
- Ez a szócikk részben vagy egészben  a   De bello Alexandrino című német Wikipédia-szócikk ezen változatának fordításán alapul.  Az eredeti cikk szerkesztőit annak laptörténete sorolja fel. Ez a jelzés csupán a megfogalmazás eredetét és a szerzői jogokat jelzi, nem szolgál a cikkben szereplő információk forrásmegjelöléseként.